# Кияни за громадський транспорт
Комітет «Кияни за громадський транспорт» — громадська організація, створена у 2003 році з метою запобігання ліквідації ліній трамвая і тролейбуса в Києві.
Організація створена у 2003 році як реакція на плановане розчленування мережі київського трамваю на дві частини шляхом ліквідації трамвайної лінії з мосту Патона та проспекту Соборності. З цього приводу проводилися акції протесту зі збором підписів. До протесту долучилася також київська еліта. Зокрема, з відкритими листами в Київську мерію та Комунальне підприємство «Київпастранс» зверталися науковці Національної Академії Наук України і особисто її президент Борис Патон. Проте зупинити ліквідацію трамваю з мосту Патона не вдалося.
У 2004—2005 роках Комітет добився збереження всіх трамвайних маршрутів на Оболоні.
З приходом адміністрації Леоніда Черновецького ставлення влади до електротранспорту змінилося в кращий бік не в останню чергу завдяки діяльності Комітету. Мер визнав помилки попередника і обіцяв реанімувати трамвайне господарство міста:
|  | Одне з наших основних завдань – створення умов для безпечного, зручного та комфортного пересування киян громадським пасажирським транспортом. А враховуючи містобудівні особливості планування нашого міста, недостатню пропускну спроможність вулиць, в першу чергу ми приділяємо увагу розвитку швидкісного наземного рейкового електротранспорту, тобто трамваю. На жаль, попередньою владою трамвайне господарство міста було практично зруйноване, лівобережна та правобережна частини міста були роз’єднані – це була помилка, яку ми зараз виправляємо |